# Euhampsonia cristata
Euhampsonia cristata is een vlinder uit de familie tandvlinders (Notodontidae). De wetenschappelijke naam is voor het eerst geldig gepubliceerd in 1877 door Butler.
De soort komt voor in Europa.